# Михайлівська сільська рада (Запорізький район)
Михайлівська сільська рада — орган місцевого самоврядування у Запорізькому районі Запорізької області з адміністративним центром у с. Михайлівка.

## Загальні відомості
Територія Михайлівської сільської ради розташована в південній частині Запорізького району Запорізької області.
Історична дата утворення: в 1943 році. Водоймища на території, підпорядкованій даній раді: р. Вільнянка.
По території з півночі на південь проходить автомагістраль Москва — Сімферополь.

## Населені пункти
Сільській раді підпорядковані населені пункти:
- с. Михайлівка
- с. Андріївка
- с. Василівське
- с. Вільноандріївка
- с. Вільнокур'янівське
- с. Георгіївське
- с. Запорізьке
- с. Криничне
- с. Нагірне
- с. Сергіївка
- с. Соколівка

## Склад ради
Рада складається з 23 депутатів та голови.

### Керівний склад ради
| ПІБ                        | Основні відомості                                                    | Дата обрання | Дата звільнення |
| -------------------------- | -------------------------------------------------------------------- | ------------ | --------------- |
| Булкін Олексій Сергійович  | Сільський голова, 1939 року народження, освіта, член Партії регіонів | 26.03.2006   | 31.10.2010      |
| Вишинський Вадим Борисович | Сільський голова, 1958 року народження, освіта вища, безпартійний    | 31.10.2010   |                 |

Примітка: таблиця складена за даними джерела